# Laemonema yuvto
Laemonema yuvto är en fiskart som beskrevs av Nikolai V. Parin och Sazonov, 1990. Laemonema yuvto ingår i släktet Laemonema och familjen Moridae. Inga underarter finns listade i Catalogue of Life.